# Gloria Kotnik
Gloria Kotnik (Slovenj Gradec, Yugoslavia, 1 de junio de 1989) es una deportista eslovena que compite en snowboard.
Participó en tres Juegos Olímpicos de Invierno, entre los años 2014 y 2022, obteniendo una medalla de bronce en Pekín 2022, en la prueba de eslalon gigante paralelo.

## Palmarés internacional
| Juegos Olímpicos | Juegos Olímpicos | Juegos Olímpicos  | Juegos Olímpicos         |
| Año              | Lugar            | Medalla           | Prueba                   |
| ---------------- | ---------------- | ----------------- | ------------------------ |
| 2022             | Pekín (China)    | Medalla de bronce | Eslalon gigante paralelo |